# Vojvodinakoalitionen
Vojvodinakoalitionen (Коалиција Војводина) var ett politiskt parti i Serbien som existerade 1996-2005. Syftet var att tillvarata provinsen Vojvodinas intressen.
Partiet var tidigare en del av Serbiens demokratiska opposition som avsatte Slobodan Milošević.
Partiledare var Dragan Veselinov.